# Anna Maria Enriques Agnoletti
Anna Maria Enriques Agnoletti (Bologna, 14 settembre 1907 – Sesto Fiorentino, 12 giugno 1944) è stata una partigiana italiana.
Fucilata dai nazisti, è stata insignita di Medaglia d'oro al valor militare alla memoria.

## Biografia
Figlia di Maria Clotilde Agnoletti Fusconi e Paolo Enriques, biologo e fratello di Federigo Enriques, matematico e docente universitario ebreo, trascorse la giovinezza tra le città di Napoli, Sassari e Firenze, seguendo gli spostamenti del padre dovuti ai susseguenti incarichi di docenza. Dopo essersi laureata in storia medievale, nel 1932 vinse il concorso all'Archivio di Stato di Firenze. Nel 1936 assunse il ruolo di prima archivista, ma nel 1938 fu licenziata a causa delle famigerate "leggi razziali antiebraiche".
Su probabile consiglio della madre, di fede cattolica, si fece battezzare e venne assunta dalla Biblioteca Vaticana, in qualità di paleografa. È a Roma che, dopo l'8 settembre 1943, aderì al Movimento Cristiano Sociale, seguendo l'esempio del fratello Enzo (esponente del Partito d'Azione e futuro senatore della Repubblica).
Il Movimento, mal visto dalla Democrazia Cristiana al punto da non essere incluso neppure nel Comitato di Liberazione Nazionale, si federò con il Partito d'Azione. Enriques Agnoletti dopo l'8 settembre prese contatti con l'ambiente antifascista dei Castelli Romani ed in particolare fu ospite più volte a Marino del cristianosociale Felice Tisei. In seguito, tuttavia, fu chiamata a Firenze, dove iniziò a lavorare con il meglio organizzato Partito d'Azione toscano.
Presi contatti con gruppi antifascisti operanti nel Livornese, in Lucchesia, nella Val di Chiana e in Val d'Orcia, partecipò ad un'organizzazione di spionaggio (Radio CORA) destinata a raccogliere informazioni da trasmettere, via radio, agli Alleati.
In seguito all'arresto, a Roma, di alcuni esponenti del movimento cristiano sociale che svelarono l'attività spionistica della Agnoletti, il controspionaggio fascista decise di inviare un falso ufficiale sbandato a chiederle aiuto, allo scopo di smantellare l'organizzazione partigiana. L'Agnoletti fu arrestata, assieme alla madre, il 12 maggio e trasferita a Villa Triste il 15 maggio 1944.
Dopo essere stata interrogata e torturata dagli aguzzini della "banda Carità", venne condotta sul greto del torrente Terzolle, in località Cercina di Sesto Fiorentino e fucilata il 12 giugno 1944, insieme al capitano Italo Piccagli (uno dei fondatori di Radio CORA), a quattro paracadutisti, il sergente Pietro Ghergo di Recanati, il caporale Dante Romagnoli di Macerata, il soldato Ferdinando Panerai di Firenze, F. Franco e un partigiano cecoslovacco rimasto sconosciuto perché il suo nome con l'indirizzo, scritto sui muri di Villa Triste, fu cancellato, dopo la Liberazione, dai proprietari della casa.

## Riconoscimenti
- Alla partigiana è stato intitolato il liceo scientifico statale "A.M. Enriques Agnoletti"[8] di Sesto Fiorentino e di Campi Bisenzio, nonché la scuola primaria di Rimaggio-Padule a Bagno a Ripoli[9] e la scuola primaria Enriques-Capponi a Firenze. Le è stato inoltre intitolato a Campi Bisenzio nel 1979 il primo asilo nido pubblico del Comune.
- Nel 1949 i cristianosociali di Marino, in provincia di Roma, dove Agnoletti operò per alcune settimane nel 1943, le dedicarono una lapide collocata nel giardino pubblico di piazza Garibaldi, nel quartiere Borgo Garibaldi.[10]
- Una lapide ricorda lei ed i suoi compagni condannati a morte nel luogo della fucilazione, nel bosco di Cercina a Sesto Fiorentino.[10]
- Il suo nome compare nel Sacrario dei partigiani fiorentini a Rifredi.[10]
- Una lapide la ricorda nel liceo "Michelangiolo" di Firenze.[10]
- L'aula Magna del liceo scientifico "Federigo Enriques" di Livorno è intitolata ad Anna Maria Enriques Agnoletti.
- Una scuola materna di Siena è intitolata ad Anna Maria Enriques Agnoletti.
- Nel 2005 le è stata dedicata una targa dedicatoria all'Archivio di Stato di Firenze.[10]
- Il 31 maggio 2023 le è stato dedicato un grande murale[11] su una delle pareti esterne del liceo scientifico "Agnoletti" di Sesto Fiorentino.